# Runer Jonsson
Runer Jonsson (Nybro, 29 juni 1916 – aldaar, 29 oktober 2006) was een Zweeds journalist en schrijver. 
In Nederland en Duitsland is hij vooral bekend als schrijver van het kinderboek Vicke Viking (1963), waarvoor hij in 1965 de Duitse Jeugdboekenprijs ontving. 
Het boek over de avonturen van een Vikingjongetje diende als basis voor de Japans-Duitse tekenfilmserie die in Nederland tussen 1975 en 1979 werd uitgezonden onder de naam 'Wickie de Viking'. Herhalingen vonden plaats tot 1999. In 2004 werd de serie op dvd uitgebracht.
- Biblioteca Nacional de España: XX5138137
- Bibliothèque nationale de France: cb126152055 (data)
- CiNii: DA17314364
- Gemeinsame Normdatei: 13055197X
- International Standard Name Identifier: 0000 0001 2017 2078
- Library of Congress Control Number: n85197164
- MusicBrainz: b6f8d8a4-e379-4c08-ac58-d4974a92dcdd
- Bibliotheek van het Japanse parlement: 00514144
- Nationale Bibliotheek van Tsjechië: ola2003191706
- Nederlandse Thesaurus van Auteursnamen: 071263721
- LIBRIS: 191944
- Système universitaire de documentation: 251488691
- Virtual International Authority File: 10956374
- WorldCat: E39PBJd3MXQ4mM6C7DfPVCcpT3